# Joodse begraafplaats (Warffum)
De Joodse begraafplaats in Warffum, ligt op een apart deel van de algemene begraafplaats.
Warffum heeft nooit een zelfstandige Joodse gemeente gehad; het viel onder Winsum. Warffumse kooplieden wilden graag een eigen Joodse begraafplaats. De burgerlijke gemeente wilde geen grond ter beschikking stellen, waarna de Joden een verzoek deden bij de Hervormde Gemeente. Deze verkocht de Joden in 1885 een deel van hun begraafplaats.
Op de begraafplaats staan 29 grafstenen, waarvan de oudste uit 1887 stamt. Daarnaast is er nog een gedenkteken voor 22 Joodse slachtoffers van de Tweede Wereldoorlog.